# Маріано IV
Маріано IV Великий (сард. Marianu IV, італ. Mariano IV;  1319 — 1375) — юдик (володар) Арборейської юдикату у 1347—1375 роках. Сприяв піднесенню держави та об'єднанню Сардинії.

## Життєпис

### Молоді роки
Походив з династії Серра-Бас. Другий син Угоне II, юдика Арбореї. Народився 1319 року в Ористано. У дитинстві разом з молодшим братом Джованні був відправлений до двору арагонського короля Альфонсо IV в Барселоні, де здобув освіту.
У 1333—1335 роках разом з братом Джованні отримав від короля село Молін-де-Рей та замок Фрості. У 1336 році брав участь у коронації нового короля Педро IV в Сарагосі, представляючи там свого старшого брата П'єтро III, юдика Арбореї. Того ж року пошлюбив представницю каталонського роду Рокаберті. 1339 року отримав від короля графство Гочеано і сеньйорію Марміла на Сардинії. Сам Маріано IV повернувся до Сардинії лише на початку 1342 року.

### Юдик
У 1347 році після смерті старшого брата П'єтро III успадкував Арборейський юдикат. Того ж року генуезькі патриції Нікколо, Джованні, Антоніо і Маттео Доріа повстали на північному заході Сардинії, здолавши арагонське військо у битві під Айду де Турду, слідом за чим захопив Бонорву. Його підтримала Генуезька республіка. Втім Доріа не зміг далі просунутися. 1349 року юдик Арбореї за наказом арагонського короля домовився про мир з Доріа.
Водночас посилюється ворожнеча з братом Джованні, який шляхом отримання феодолів та купівлі володінь став фактичним правителем земель Галлурського юдикату. 1349 року спалахнула відкрито війна з приводу контролю важливого замку Боза. Проте Маріано IV швидко переміг брата, захопив у полон та відправив до вежі Св. Філіппа в Ористано, де той помер у 1376 році. Його володіння юдик Арбореї приєднав до своїх.
Одним з перших його дій було заселення міста Гочеано, відбудова там замку. Також спочатку продовжив політику попередників щодо підтримки дій Арагону на Сардинії. Втім посилення арагонців зрештою викликало занепокоєння юдика, до чого додалася відмова короля Арагону передати або продати юдику фортецю Альгеро. 1453 року Маріано IV уклав з Генуєю та родом Доріа союз, спрямований проти короля Педро IV та його сардинських васалів. Приводом до війни стала вимога арагонського адмірала Бернат де Кабрера звільнити Джованні, брата юдика.
Спочатку виступив проти Герардо делла Герардески, рагонського губернатора Кальярі, атакувавши його замок Кастель ді Кастро, але без успіху, зазнавши поразки від Берната де Кабрери біля Кварту. Втім спільно з генуезьцями на чолі з Маттео Доріа зумів відвоювати фортецю Альгеро. Невдовзі біля Дечимоманну вдалося схопити Герардески. У 1354 році юдик Арбореї спробував захопити Сассарі, але марно. Того ж року проти Маріано IV виступив особисто король Арагону, висадившись на острові. Юдик перейшов до партизанської боротьби. Зрештою 1355 року було укладено Санлурійське перемир'я, за яким Маріано IV повертав арагонцям Альгеро.

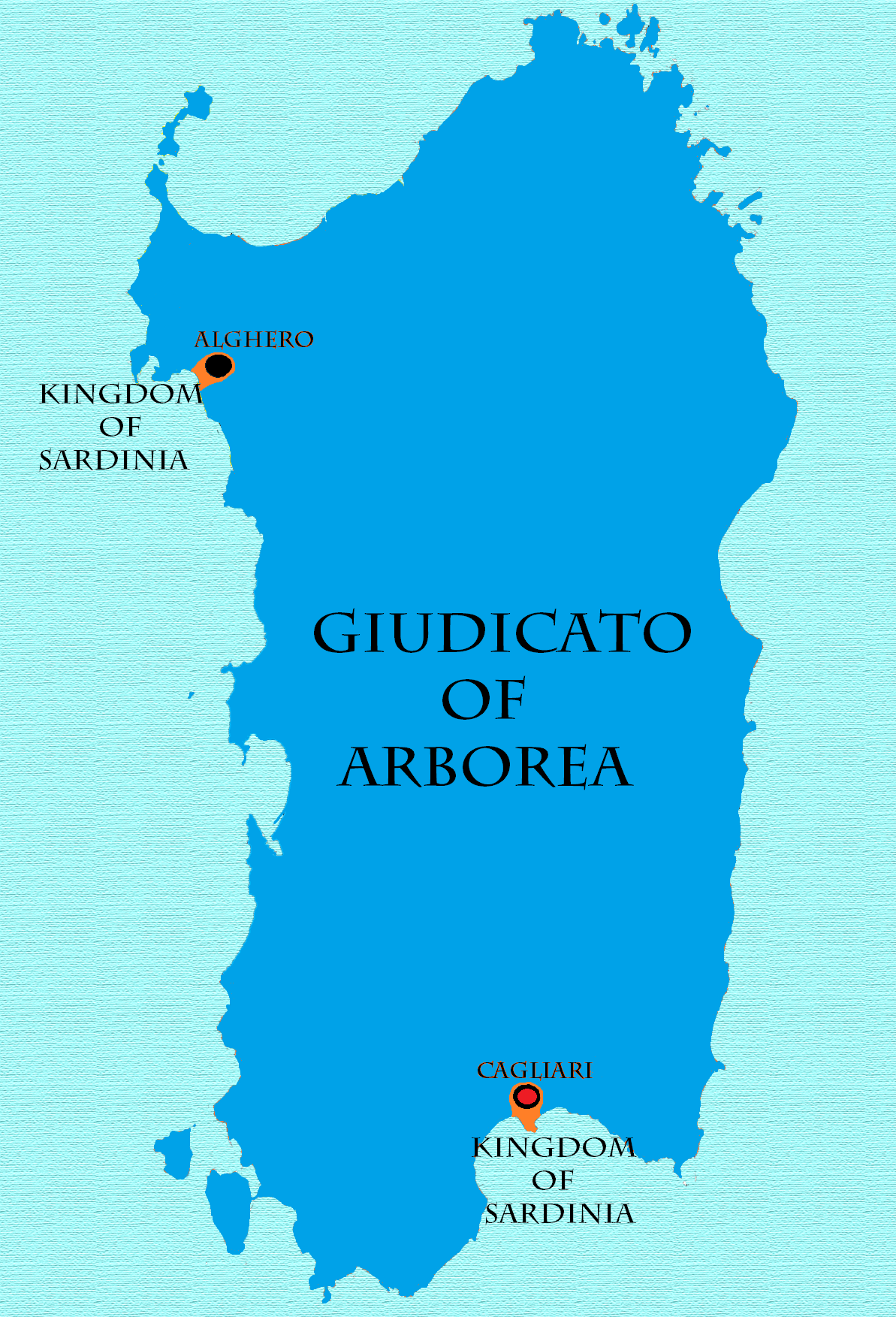
Володіння юдика Маріано IV в 1368 році

Протягом наступних 10 років юдик доклав зусиль для зміцнення війська та збільшення укріплень. також намагався залучити підтримку Папського престолу, зголосившись організувати хрестовий похід проти мусульман. В цей же час розпочав роботу з письмового викладання усних законів і звичаїв Арбореї «Carta de Logu», над чим працював до самої смерті. 15 лютого 1355 року склав асамблею станів, що стала першим парламентом Сардинії.
У 1363 році завдяки шлюбу доньки з віконтом Нарбону отримав контроль над фортецею Кастельдоріа. Того ж року війна поновилася, оскільки Маріано IV розраховував скористатися запеклою війною між Кастилією і Арагоном. До 1365 року Маріано IV підкорив майже всю Сардинію, що змусило папу римського Урбана V визнати владу арборейського юдика над усією Сардинією, окрім міст Кальярі, Сассарі і Альгеро. 1367 року закріпив союз з Доріа шлюбом між донькою Елеонорою і Бранкалеоне Доріа.
У 1368 році біля своєї столиці Ористано завдав поразки арагонському війську на чолі з Пере де Луна. 1369 року захопив Сассарі. За цим звернувся до папи римського Урбана V щодо передачі йому королівства Сардинії і Корсики, але не дістав відповіді.
У 1370 році арагонці володіли лише містами Кальярі та Альгеро, замками Сан-Мікеле, Джойосагуардія, Аквафредда та Квірра. 1374 року юдик за допомогою генуезького флоту спробував захопити Кальярі, але зазнав поразки. У 1375 році під час підготовки нової військової кампанії помер від чуми. Йому спадкував син Угоне III.

## Родина
Дружина — Тімбора, донька Далмаче IV ді Рокаберті.
Діти:
- Угоне (1337—1383), юдик Арбореї
- донька (д/н—1343)
- Беатріса (д/н—1377), дружина Аймері VI, віконта Нарбону
- Елеонора (1347—1403), юдикиня Арбореї